# Beat haze odyssey
『beat haze odyssey』（ビート・ヘイズ・オデッセイ）は、日本のシンガーソングライターである氷室京介の9枚目のオリジナル・アルバム。
2000年10月18日にポリドール・レコードのBeatNixレーベルからリリースされた。前作『MELLOW』（2000年）以来8か月ぶりにリリースされた作品であり、作詞は森雪之丞、作曲およびプロデュースは氷室が担当している。
レコーディングは日本国内とアメリカ合衆国にて行われ、前作に続きギタリストおよびベーシストとしてスティーヴ・スティーヴンス、ドラマーとしてヴィニー・カリウタ、キーボーディストおよび編曲としてキム・ブラードが参加している他、マスタリングはスティーブン・マーカソンが担当している。本作はコンサートツアーを開催するための曲を意識して制作された。
本作からは資生堂「ピエヌ」のコマーシャルソングとして使用された「Girls Be Glamorous」が後にリカットされた。また、シングルカットはされていないがテレビ朝日系テレビドラマ『科捜研の女』（1999年 - ）の主題歌として使用された「OUTSIDE BEAUTY」や俳優の反町隆史への提供曲「ONE」（1998年）のセルフカバーが収録されている。本作はオリコンアルバムチャートにおいて最高位第3位となった。

## 背景
前作『MELLOW』（2000年）をリリース後、氷室は同年6月28日にBeatNix設立以降にリリースした8センチCDシングルをマキシシングルとして再リリース、さらにソロデビュー10周年を記念したベスト・アルバム『Collective SOULS 〜THE BEST OF BEST〜』（1998年）の収録曲であった「炎の化石」を改めてシングルとしてリリースした。
また『Collective SOULS 〜THE BEST OF BEST〜』リリース後のコンサートツアー「TOUR "COLLECTIVE SOULS" 1998 One Night Stand」がスタジアムなどの大規模な会場のみであった事から、氷室は小規模な会場も含めて細かくツアーを行いたいという希望を出していたが、ライブ用の新曲を出さずに前作である『MELLOW』が完成したためツアーの実施が困難となり、コンサートツアーを行うために本作のレコーディングが行われる事となった。

## 録音
レコーディングは日本のソニー・ミュージックスタジオおよびアメリカ合衆国のマウンテンゲートスタジオにて行われた。エンジニアとして坂元達也が参加しており、6枚目のアルバム『MISSING PIECE』（1996年）以来となった。氷室は自宅のPro Toolsをメインとしたプライベートスタジオに坂元を招き、共にミックス作業を行った。最終的にはスティーヴ・スティーヴンスの助力により本作は完成した。氷室は自身が挑戦した事のない曲のバリエーションを模索しながら本作の制作を行ったという。
初回限定盤として付属された8センチCDに収録された3曲は、リアレンジしやすかったために選曲された。「魂を抱いてくれ」（1995年）のナイロンギターバージョンに関しては、アメリカのラジオ局KROQ-FMにおいてフー・ファイターズの「エヴァーロング」（1997年）をアコースティック・ギター1本で演奏しているバージョンが頻繁に放送されていた事に感銘を受けた氷室が、同様の感覚を自身のファンに味わってもらうために制作する事となった。また、ギター演奏はスティーヴンスが独自のアレンジで行っている。

## リリース、プロモーション、チャート成績
本作は2000年10月18日にポリドール・レコードのBeatNixレーベルからCDにてリリースされた。初回限定盤は「rare mix session」として8センチCDが付属している他、デジパック仕様にてリリースされた。通常盤も初回プレスのみデジパック使用でリリースされた。また同日にそれまでリリースしたシングルおよびアルバム全曲をワンフレーズのみで繋ぎ、ライブのメイキングやステージ映像と共に収めた映像作品『Digital Beatnix Tower』がDVDおよびCD-ROMにてリリースされた。
本作収録曲の「Girls Be Glamorous」は後にリカットシングルとしてリリースされ、資生堂「ピエヌ」のコマーシャルソングとして使用された。CMには氷室自身も出演しており、経緯としては資生堂側から氷室に対してCMへの出演依頼があり、撮影場所がロサンゼルスとの要望だったため氷室が快諾する事となった。また同曲は2000年11月27日放送のフジテレビ系音楽番組『HEY!HEY!HEY! MUSIC CHAMP』（1994年 - 2012年）にて演奏された。同時期にテレビ媒体への露出が増えていた事に関してディレクターの臼井克幸は、「表に出ることに少しずつ慣れていってもらったというイメージが僕にはありますね」と述べている。また、本作収録曲である「OUTSIDE BEAUTY」はテレビ朝日系テレビドラマ『科捜研の女』（1999年 - ）の主題歌として使用され、「ONE」は俳優の反町隆史への提供曲「ONE」（1998年）のセルフカバーとなっている。
本作はオリコンアルバムチャートにおいて、初回限定盤は最高位第3位の登場回数5回で売り上げ枚数は14.3万枚、通常盤は最高位第64位の登場回数1回で売り上げ枚数は0.4万枚となり、売り上げ枚数の累計は14.7万枚となった。

## ツアー
本作を受けてのコンサートツアーは「KYOSUKE HIMURO TOUR 2000 "BEAT HAZE ODYSSEY"」と題し、2000年10月18日の結城市民文化センターアクロスを皮切りに21都市全36公演を実施、約10万人を動員した。バックバンドのメンバーはスティーヴ・スティーヴンス（ギター）、本田毅（ギター）、西山史晃（ベース）、田中一光（ドラムス）、ホッピー神山（キーボード）の5名。ツアーファイナルとなった12月31日の国立代々木競技場 第二体育館公演では、ファンクラブである「KING SWING」会員限定による自身初のカウントダウンライブを行った。同日の公演中に氷室は「こいつら全員KING SWING会員なんだろ、気持ち悪りぃ!」と発言、またものもらいを患っていたためにサングラスを掛けたままであった事から余計に偉そうな態度に捉えられてしまい、ファンから大顰蹙を買う結果となった。氷室は後にこれを失敗談として、反省の弁を述べている。またこれ以降氷室は定期的にカウントダウンライブを行うようになったが、その理由として本来であれば毎年アルバムをリリースしてツアーを行いたいが創作が追い付かず、アメリカに居住しているためファンと接する機会がない事から開催するようになったと述べている。

## 収録曲
- CDブックレットに記載されたクレジットを参照[9]。

| #         | タイトル                            | 作詞      | 作曲      | 編曲                                 | 時間  |
| --------- | ----------------------------------- | --------- | --------- | ------------------------------------ | ----- |
| 1.        | 「OUTSIDE BEAUTY」                  | 森雪之丞  | 氷室京介  | 氷室京介                             | 4:59  |
| 2.        | 「Girls Be Glamorous」              | 森雪之丞  | 氷室京介  | 氷室京介                             | 4:27  |
| 3.        | 「幻想と真実」                      | 森雪之丞  | 氷室京介  | 氷室京介、スティーヴ・スティーヴンス | 5:40  |
| 4.        | 「PRESSURE」                        | 森雪之丞  | 氷室京介  | 氷室京介、スティーヴ・スティーヴンス | 4:56  |
| 5.        | 「The Vacant World (Without Love)」 | 森雪之丞  | 氷室京介  | 氷室京介、キム・ブラード             | 4:36  |
| 6.        | 「Julia」                           | 森雪之丞  | 氷室京介  | 氷室京介、スティーヴ・スティーヴンス | 5:43  |
| 7.        | 「ONE」                             | 反町隆史  | 氷室京介  | 氷室京介、キム・ブラード             | 4:36  |
| 合計時間: | 合計時間:                           | 合計時間: | 合計時間: | 合計時間:                            | 34:57 |

| #         | タイトル                                  | 作詞      | 作曲      | 編曲                     | 時間  |
| --------- | ----------------------------------------- | --------- | --------- | ------------------------ | ----- |
| 1.        | 「魂を抱いてくれ (nylon-guitar version)」 | 松本隆    | 氷室京介  | 佐橋佳幸                 | 4:32  |
| 2.        | 「Believe (nylon-guitar version)」        | 松井五郎  | 氷室京介  | 氷室京介、キム・ブラード | 3:43  |
| 3.        | 「Still The One (rare mix)」              | 松井五郎  | 氷室京介  | 氷室京介、キム・ブラード | 4:29  |
| 合計時間: | 合計時間:                                 | 合計時間: | 合計時間: | 合計時間:                | 12:44 |

## スタッフ・クレジット
- CDブックレットに記載されたクレジットを参照[10]。

### 参加ミュージシャン
- 氷室京介 – ボーカル、ギター（1, 2, 4, 5, 7曲目）、キーボード、プログラミング（4, 5曲目）
- マーク・シュルマン（英語版） – ドラムス（2, 3, 4, 6曲目）
- ヴィニー・カリウタ – ドラムス（1, 5, 7曲目）
- スティーヴ・スティーヴンス – ベース（2, 3, 6曲目）、ギター（2, 3, 4, 6曲目）、キーボード、プログラミング（2, 3, 4曲目）
- トニー・フランクリン – ベース（1, 5曲目）
- アルマンド・サバルレッコ（英語版） – ベース（4曲目）
- ポール・ブシュネル – ベース（7曲目）
- マイケル・ランドウ – ギター（1, 5, 7曲目）
- キム・ブラード（英語版） – キーボード、プログラミング（1, 6, 7曲目）
- ディーノ・ハーマン – Pro Tools

### 録音スタッフ
- 氷室京介 – プロデューサー、エグゼクティブ・プロデューサー
- スティーブ・チャーチヤード – レコーディング・エンジニア（2, 3, 4, 6曲目）
- エド・サッカー – レコーディング・エンジニア（1, 5曲目）
- デヴィッド・ビアンコ（英語版） – レコーディング・エンジニア（7曲目）
- 坂元達也 – ミキシング・エンジニア（1 - 6曲目）
- クリス・ファーマン – ミキシング・エンジニア（7曲目）
- スティーブン・マーカソン（マッカーソン・マスタリング） – マスタリング・エンジニア
- サミー・バレラ – アシスタント・エンジニア
- ハイパー・アクション – レコーディング・コーディネーション
- アルジャーノン・ミュージック・パブリッシャーズ – パブリッシャー

### 美術スタッフ
- NAO（ルイジアナプロダクション） – ビジュアル・プロデューサー
- 森谷統（ルイジアナプロダクション） – アートディレクター
- 飯森雅子（ルイジアナプロダクション） – デザイナー
- 三枝聡 (SEPT) – 写真撮影
- Moji Sangi – ワードローブ
- 石渡知花 – ヘアー&メイク・アップ
- マイケル・ヒラバヤシ – コーディネーション・イン・ロサンゼルス
- 芳賀祐美（ユニバーサルミュージック） – アートワーク・コーディネーション

### 制作スタッフ
- 月光恵亮 – エグゼクティブ・プロデューサー
- Tama – エグゼクティブ・ディレクター
- 後藤由多加 – スーパーバイザー
- グロリア・バラナイ（アルジャ－ノン） – プロジェクト・ヒムロ
- スーザン・グード（アルジャーノン） – プロジェクト・ヒムロ
- ジュリア・タチカワ（アルジャーノン） – プロジェクト・ヒムロ
- ユーゴ・トミタ（アルジャーノン） – プロジェクト・ヒムロ
- まつもとまさる (BeatNix) – プロジェクト・ヒムロ
- やまもとしょうこ (BeatNix) – プロジェクト・ヒムロ
- 臼井克幸（ポリドール） – プロジェクト・ヒムロ
- 前田利博（ポリドール） – プロジェクト・ヒムロ
- 三上栄一（ポリドール） – プロジェクト・ヒムロ
- 徳永弘（ポリドール） – プロジェクト・ヒムロ
- 石坂敬一（ユニバーサルミュージック） – ゼネラルマネージャー
- 折田育造（ポリドール） – ゼネラルマネージャー
- 菅谷憲（ポリドール） – ゼネラルマネージャー
- U.L.F.R. – スペシャル・サンクス
- 土屋浩 (GYM the MANAGE) – スペシャル・サンクス
- やまがひでゆき (GYM the MANAGE) – スペシャル・サンクス
- ゲルファント・レナート・フェルドマン – スペシャル・サンクス
- プライスウォーターハウスクーパース – スペシャル・サンクス
- つねだたえ (deep) – スペシャル・サンクス
- たかはしあきら (Ai-Land) – スペシャル・サンクス
- ロジャー・ホワイト（ソニー・ミュージックスタジオ） – スペシャル・サンクス
- Tica "CAT" – スペシャル・サンクス

## チャート
| チャート         | 最高順位 | 登場週数 | 売上数   | 備考       | 出典  |
| ---------------- | -------- | -------- | -------- | ---------- | ----- |
| 日本（オリコン） | 3位      | 5回      | 14.3万枚 | 初回限定盤 | [ 2 ] |
| 日本（オリコン） | 64位     | 1回      | 0.4万枚  | 通常盤     |       |

## リリース日一覧
| No. | リリース日     | レーベル            | 規格         | カタログ番号 | 備考                                 | 出典          |
| --- | -------------- | ------------------- | ------------ | ------------ | ------------------------------------ | ------------- |
| 1   | 2000年10月18日 | ポリドール／BeatNix | CD+8センチCD | UPCH-9005    | 初回限定盤、デジパック仕様           | [ 11 ] [ 12 ] |
| 2   | 2000年10月18日 | ポリドール／BeatNix | CD           | UPCH-1026    | 通常盤、初回プレスのみデジパック仕様 | [ 1 ]         |